# Adieu, Sweet Bahnhof (lied)

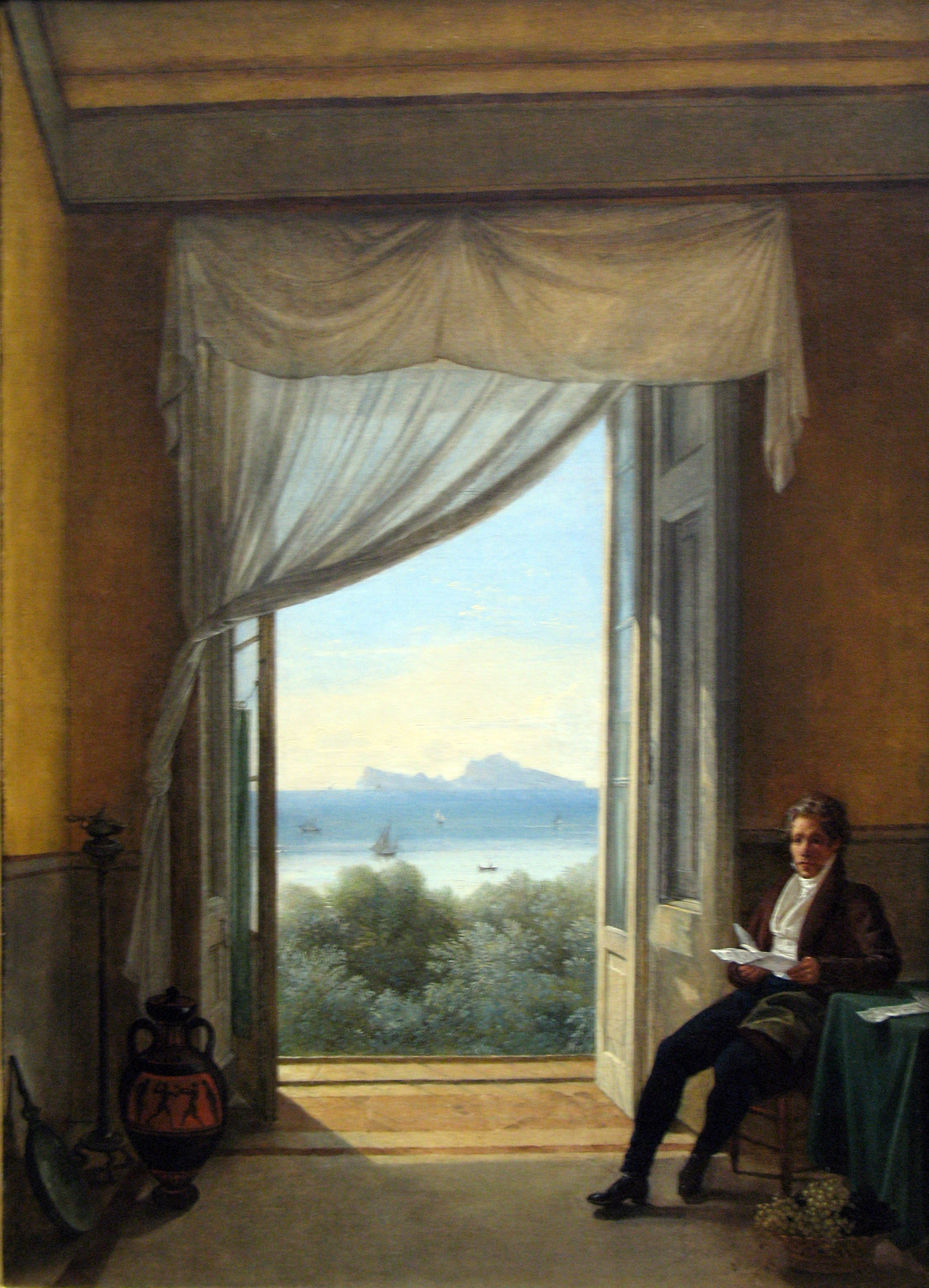
Catel: Schinkel in Neapel

Adieu, Sweet Bahnhof is een lied van Nits (dan nog The Nits geheten), geschreven door Henk Hofstede.

## Lied
Het lied is afkomstig van het gelijknamige album. The Nits verzorgde voorafgaand aan dat album al regelmatig concerten in Parijs, zo stonden ze in voorprogramma’s van Marianne Faithfull (die nauwelijks interesse vertoonde in hun muziek) en Joe Jackson (die af en toe The Nits beluisterde). Voor promotie etc. moest Hofstede daarom regelmatig naar de Franse hoofdstad toe. Hij ondernam de reis meestal per trein. Adieu, Sweet Bahnhof omschrijft dan ook een treinreis met een blik op het landschap tussen Amsterdam Centraal Station en Gare du Nord in Parijs ("I’m riding through Brussels" en "Shadows of tractors") en probeert de tijd te doden met Life of Picasso. Hofstede had al enkele jaren het refrein in zijn hoofd, maar kwam niet verder. Totdat hij een avond achter de piano zat en de melodie plotseling kwam. Het werd een lied met een Franse inslag, een wals in driekwartsmaat, waarbij de accordeon een belangrijke plaats in neemt. Het nummer eindigt met een Rallentando, het afremmen van de trein. Na deze vondst overlegde hij met bandgenoot Robert-Jan Stips en het lied was vrijwel direct klaar. Hofstede liet zich voor de drietalige titel inspireren door het gedicht Sweet Bahnhof van Wilfred Smit. Binnen het Nits-oeuvre wordt het gezien als klassieker, alhoewel het in eerste instantie geen hit werd. Het lied (en uiteraard eerdere muziek) zorgde er tevens voor dat de muziek van The Nits moeilijk in een bepaalde stijl binnen de popmuziek te vatten bleef.

## Singles
In 1985 werd het lied uitgebracht als single. Het album kreeg een platenhoes mee met moderne kunst. De single kreeg een schilderij van Franz Ludwig Catel op de voorkant getiteld Schinkel in Neapel. Op de B-kant prijkte het nummer Mask in een live-uitvoering van 21 december 1984 in De Gigant en eveneens afkomstig van genoemd album. Deze (originele) uitvoering wist het de Nederlandse hitparades toen niet te halen. In 1989 werd het opnieuw als single uitgegeven, maar dan in een live-uitvoering; de B-kant werd toen gevormd door In the dutch mountains. Beide waren afkomstig van de livealbum Urk. De single stond toen tien weken in de Single top 100 met als hoogste notering 28 en vijf weken in de Nederlandse Top 40 met 26 als hoogste notering. De videoclip liet de treinreis zien, niet Hofstede maar Stips en Rob Kloet zitten achter het treinraam, maar ook Hofstede en de toenmalige bassiste Joke Geraets zijn in de clip te zien.